# Chained Echoes
Chained Echoes ist ein Computer-Rollenspiel aus dem Jahr 2022, entwickelt von Matthias Linda und veröffentlicht von Deck13. Das Spiel ist von klassischen japanischen Rollenspielen aus den 1990er Jahren inspiriert und bietet rundenbasierte Kämpfe, Grafik im 16-Bit-Stil und eine Geschichte mit mehreren Charakteren. Der deutsche Indie-Entwickler Matthias Linda zeichnet für Handlung, Design und Programmierung verantwortlich, der Soundtrack stammt von dem US-amerikanischen Komponisten Eddie Marianukroh.
Chained Echoes wurde von Titeln wie Xenogears, Terranigma, Secret of Mana, Suikoden II, Breath of Fire, The Legend of Dragoon und Final Fantasy VI beeinflusst und dafür gelobt, dass es der Qualität seiner Vorbilder gerecht werde und gleichzeitig moderne Neuerungen böte. 2023 wurde das Rollenspiel mit dem Deutschen Computerspielpreis als „Bestes Deutsches Spiel“ ausgezeichnet.

## Spielprinzip
Chained Echoes ist ein Rollenspiel mit Grafik im 16-Bit-Stil und rundenbasierten Kämpfen. Im Kampf setzen die Gruppenmitglieder Angriffe und Fähigkeiten ein, die den „Overdrive“-Messer erhöhen, der einen optimalen grünen Bereich erreicht, in dem die Fähigkeiten effektiver sind. Der Overdrive-Messer kann jedoch überhitzen, und die Gruppe muss einen Teil des Überschusses durch den Einsatz bestimmter Fähigkeiten, wie Verteidigung und „Ultra Moves“, abbauen. Im Gegensatz zu anderen Rollenspielen steigen die Charaktere in Chained Echoes nicht im Level auf, sondern verbessern ihre Fähigkeiten automatisch durch Kämpfe und erhalten dafür zusätzliche Fertigkeitspunkte.

## Entwicklung
Das Spiel wurde von Matthias Linda entwickelt, der mit der Entwicklung von Fan-Spielen mit dem RPG Maker aufgewachsen ist. Zu seinen Lieblingsspielen gehörten Xenogears, Terranigma, Secret of Mana, Suikoden 2, Breath of Fire, The Legend of Dragoon und Final Fantasy VI, die alle seine Entwicklung von Chained Echoes beeinflusst haben. Er war darauf bedacht, sie nicht zu kopieren, sondern versuchte stattdessen, seine Spielerfahrung einzufangen, an die er sich erinnert: „In meinem Kopf sehen all diese Spiele besser aus und spielen sich besser, als sie es tatsächlich taten.“
Die Entwicklung des Spiels dauerte fast sieben Jahre und begann 2016, nachdem er ein Jahr lang über das Story-Konzept nachgedacht hatte. Das Spiel durchlief eine erfolgreiche Kickstarter-Kampagne im Jahr 2019 und wurde von Deck13 veröffentlicht.

## Rezeption
Chained Echoes wurde von der Fachpresse sehr positiv bewertet. Metacritic berechnet einen Metascore von 90 (Switch), 91 (PC), 87 (PS4) und 88 (Xbox Series).
4Players vergab 90 % für die PC-Version und beschrieb Chained Echoes als „JPRG für Leute, die keine JRPGs mögen“. PC Games bewertete Chained Echoes mit 9 von 10 Punkten und lobte es als „schönes und ausführliches Pixel-JRPG“. Screen Rant vergab die Höchstwertung und nannte das Spiel „ein Muss“, weil es „ein frisches, intelligentes Abenteuer ist, das klassische JRPGs zelebriert und sich nicht scheut, neue Wege zu gehen“. Nintendo Life bezeichnete es als eines der besten Rollenspiele des Jahres und als „eine wunderbare Mischung aus JRPG-Tropen der 90er Jahre, die meisterhaft zu einem Erlebnis verwoben wurden, das sich gleichzeitig nostalgisch und frisch anfühlt“. GameGeneral kam zu einer Wertung von 87 % für die PC-Version. Laut dem Testbericht hat die Story von Chained Echoes „einiges an Tiefgang zu bieten“.
2023 gewann Chained Echoes den Deutschen Computerspielpreis in der Kategorie Bestes Deutsches Spiel.

## Veröffentlichung
Chained Echoes wird neben dem digitalen Vertrieb auch in mehreren physischen, limitierten Versionen in zum Teil besonderen Verpackungen für Playstation 4, Nintendo Switch und PC angeboten. Diese sind bzw. waren exklusiv im Onlineshop des Herstellers First Press Games erhältlich und enthalten, je nach Edition, einen Schuber in Leder-Optik, ein gedrucktes Handbuch, ein Poster, zwei Soundtrack-CDs, ein Art-Book im Hardcover sowie eine geprägte Münze mit entsprechender Limitierungsnummer. Der Soundtrack ist zudem auch als Einzelveröffentlichung im Onlineshop von First Press Games angekündigt.

## Erweiterung
Im Dezember 2024 wurde die DLC-Erweiterung „Ashes of Elrant“ angekündigt, welche die Hauptgeschichte um einen neuen, spielbaren Charakter sowie die Spielwelt um ein weiteres, zu erkundendes Gebiet erweitern soll. Die Veröffentlichung der Erweiterung ist für den 7. August 2025 angekündigt.